# أبو بكر الحصار
محمد بن عبد الله بن عياش الحَصَّار المعروف بأبو بكر الحَصَّار ، من الرياضيين البارزين في المغرب العربي، أغفلت كتب التراجم سيرة حياته وعصره، ولم يصل إلينا سوى بعض الاستشهادات العلمية التي وردت في مؤلفات اللاحقين له، والتي ساعدت على تحديد عصره، فقد ذكره ابن منعم (ت 626هـ/1228م) في كتابه «فقه الحساب» عدة مرات، وفي كل مرة يعقب اسم الحصّار بعبارة «»؛ مما يدلّ على أن الحصّار تُوفِّي قبل تاريخ تأليف كتاب ابن منعم، الذي وضع كتابه «فقه الحساب» في أثناء حكم الخليفة الموحدي محمد الناصر.
ومن جهة أخرى فقد أشار الحصّار في مؤلفاته إلى كتابي الرياضيين الأندلسيين الزهراوي وابن السمح اللذين عاشا في الأندلس في القرن الحادي عشر الميلادي ، ولذلك يرجح أن الحصّار من علماء القرن 600هـ/1200م.
ذكر المؤرخون والرياضيون الحصار في مؤلفاتهم، فقد أشار إليه ابن الأكفاني (ت749هـ/1348م) في كتابه: «إرشاد القاصد إلى أسنى المقاصد» في (علم حساب التـَّخْت والمِـيْـل) حين يقول: «ومنفعتـُه تسهيلُ الأعمال الحسابيـَّة وسرعتها، خصوصاً الفلكية. ومن الكتب الشاملة فيه: كتاب للخواجة نصير الدين الطوسي. ولأهل المغرب طـُرقٌ يتفرَّدون بها في الأعمال الجزئيـَّةِ. فمنها قريبة المأخَذِ: كطرُق ابن الياسمين، ومنها بعيدةٌ: كطـُرُق ابن الحصـَّار».
ونوّه ابن خلدون في مقدمته إلى «الكتاب الصغير للحصار».
ودحض ابن قنفذ القسنطيني (ت 810هـ/1407م) في كتابه: «حطّ النقاب عن وجوه أعمال الحساب» اعتبار «تلخيص أعمال الحساب» لابن البناء المراكشي تلخيصاً «للكتاب الصغير» للحصار، ولقّبه ابن غازي المكناسي (ت 919هـ/1513م) في كتابه «بُغية الطـُّلاب في شرح منية الحُساب» بـ(شيخ الجماعة).
وقد كانت أعمال الحصار محط اهتمام الباحثين في فترة مبكرة، فقد ترجم موسى بن تيبون سنة 1271م "الكتاب الصغير" للحصار إلى اللغة العبرية، واهتم بأعماله كبار الباحثين في تاريخ العلوم، مثل شتينشنايدر M.Steinschneider وسوتر H.Suter ورينو H.P.J.Renaud، وطوقان وجبار وغيرهم.
يكشف هذا الاهتمام المتميز من الشرق والغرب لأعمال الحصار عن الأصالة والإبداع في مؤلفاته. يُعد كتابا الحصّار «البيان والتذكار» و«الكامل في صناعة العدد» من المؤلفات المغربية المبكرة في الرياضيات العربية؛ التي لم يوضح دورها الحقيقي في تطور الرياضيات.

## مؤلفاته
- الكامل في صناعة العدد أو «الكتاب الكبير»
- البيان والتذكار في علم مسائل الغبار أو «الكتاب الصغير»